# Ґожалув
Ґожалув (пол. Gorzałów) — село в Польщі, у гміні Блашки Серадзького повіту Лодзинського воєводства.
Населення — 96 осіб (2011).
У 1975-1998 роках село належало до Серадзького воєводства.

## Демографія
Демографічна структура станом на 31 березня 2011 року:
|          | Загалом | Допрацездатний вік | Працездатний вік | Постпрацездатний вік |
| -------- | ------- | ------------------ | ---------------- | -------------------- |
| Чоловіки | 46      | 12                 | 30               | 4                    |
| Жінки    | 50      | 11                 | 29               | 10                   |
| Разом    | 96      | 23                 | 59               | 14                   |